# Blå jungfruslända

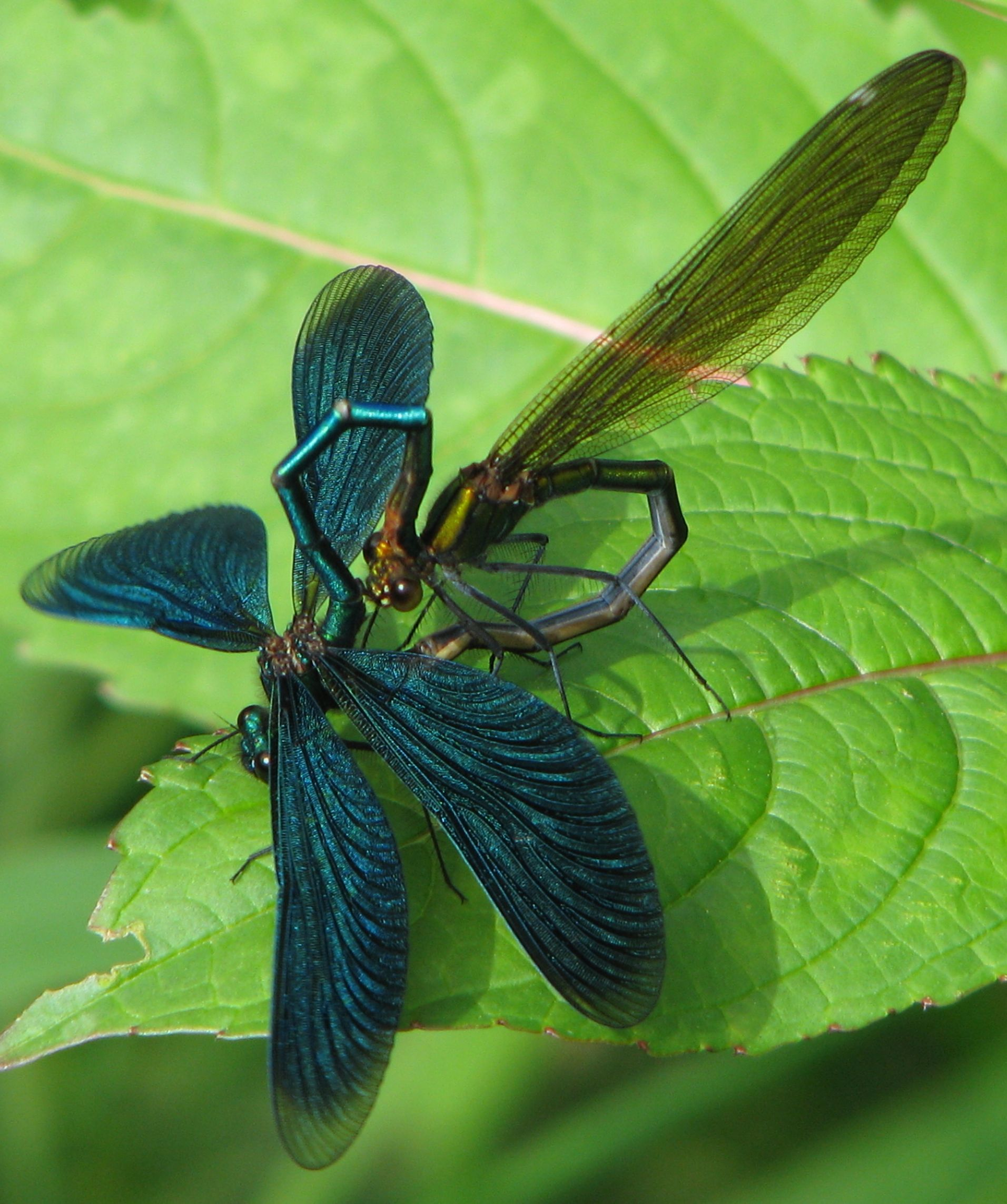
Parning

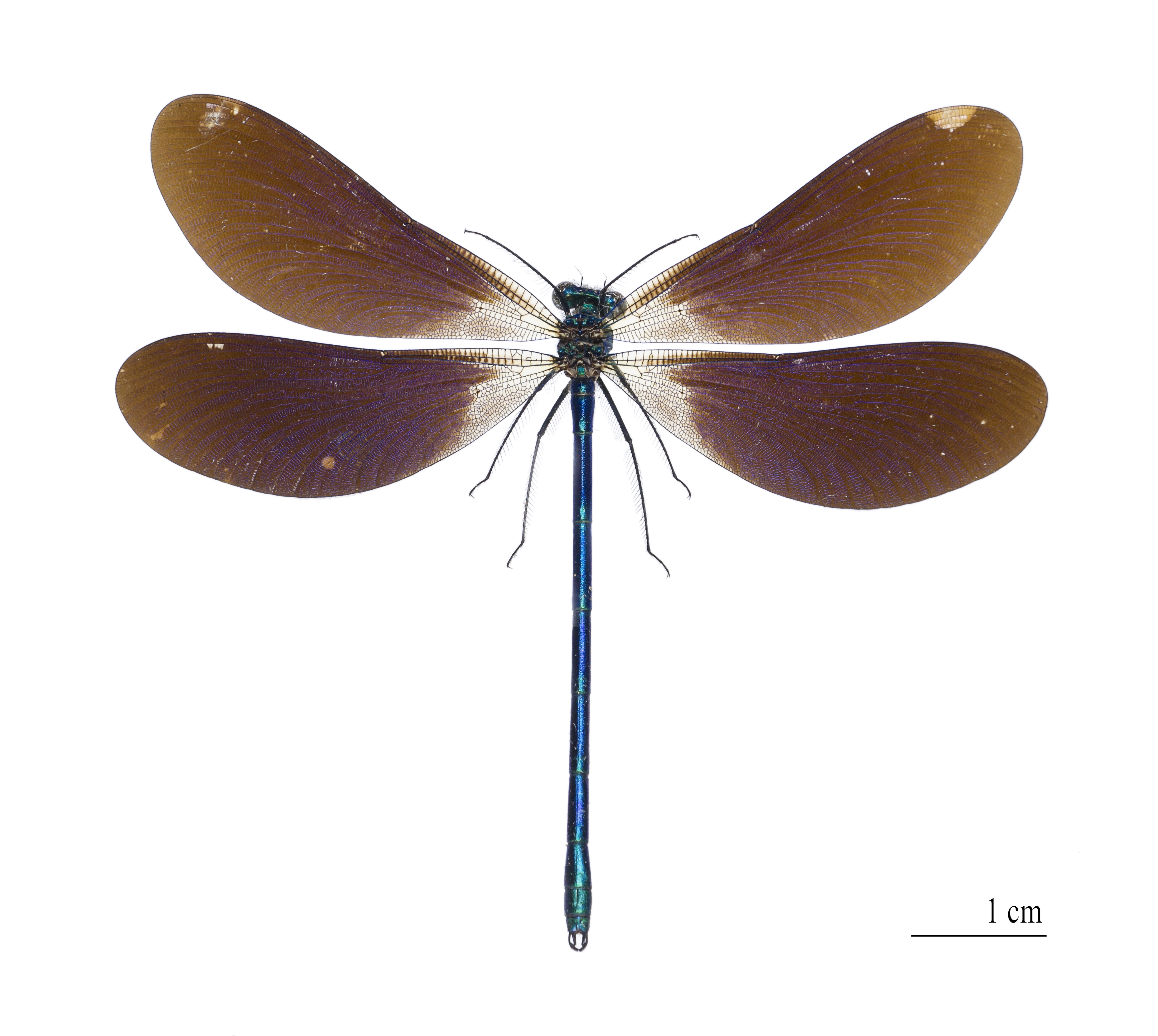
Calopteryx virgo meridionalis – Museum exemplaret

Blå jungfruslända (Calopteryx virgo) är en art i insektsordningen trollsländor som tillhör familjen jungfrusländor. 

## Kännetecken
Den blå jungfrusländans hane har blåfärgad kropp och blå vingar som saknar vingmärke. Honans kropp och vingar är vanligtvis mer brunaktiga, med vitt vingmärke. Det förekommer dock några olika färgformer hos honorna, med variationer i vingfärgens nyans och utbredning. Även hos hanarna finns det variationer med avseende på detaljer i kroppsbyggnad och färgnyans, med dessa är färre och ovanligare. Detta har gjort att arten anses ha flera underarter. Vingbredden är omkring 65 millimeter och bakkroppens längd är 33 till 39 millimeter.

## Utbredning
Blå jungfruslända finns i stora delar av Europa, och i norra Asien, från Ryssland till Japan. I Sverige finns den i större delen av landet, utom i fjälltrakterna.  Den är landskapstrollslända för Dalarna. Den underart som finns i Sverige är Calopteryx virgo virgo, som också anses blilda holotyp för arten. Den östligaste underarten är Calopteryx virgo japonica.

## Levnadssätt
Den blå jungfrusländan föredrar habitat med rinnande vatten, som bäckar och åar, gärna med grusbotten. Hanen är ovanligt revirhävdande och till skillnad från de flesta andra trollsländearters hanar så uppvaktar han honan inför parningen genom att utföra en speciell flykt omkring henne. Efter parningen lägger honan äggen, ibland tillsammans med hanen och ibland ensam, i stjälkarna på vattenväxter. Utvecklingstiden från ägg till imago är i Sverige två till tre år och flygtiden är juni till augusti. I varmare delar av utbredningsområdet kan utvecklingen gå något fortare.